# George Bartlett
Pour les articles homonymes, voir Bartlett.
George Shepstone Bartlett (né le 14 mars 1931 à Port Shepstone, province du Natal et mort le 25 mars 2010 en Afrique du Sud) est un ingénieur agricole et un homme politique sud-africain. Membre successivement du Parti uni (1974-1977), du Nouveau parti républicain (1977-1984) puis du parti national (1984-1997), George Bartlett est député d'Amanzimtoti (1974-1994) puis du KwaZulu-Natal (1994-1998), ministre des transports, des travaux publics et des affaires foncières (1989-1991) puis des mines et de l'énergie (1991-1994) dans le gouvernement de Frederik de Klerk. Il est également ministre de l'agriculture du KwaZulu-Natal de 1994 à 1996. 

## Biographie
Né dans la province du Natal à Port Shepstone, scolarisé à Pietermaritzburg, George Bartlett fait des études en ingénierie agricole en Afrique du Sud et à l'université de Toronto au Canada (1955-1957). D'abord ingénieur en hydraulique pour le ministère du développement de l'Ontario, il revient en Afrique du Sud en 1959 où il devient exploitant agricole d'une plantation de canne à sucre dans le Natal. 
Après avoir été directeur de Illovo Sugar Estates Natal (1969-1974), il entame une carrière politique et se fait élire député de la circonscription de Amanzimtoti sous les couleurs du Parti uni (opposition). Après la dissolution de ce dernier en 1977, il adhère au nouveau parti républicain, l'héritier politique du parti uni. En 1984, il rejoint le parti national (au pouvoir) et en devient le chef de la branche provinciale au Natal (1989-1994).
Vice-ministre des affaires économiques et des technologies (1986-1989) dans le gouvernement PW Botha, il est ministre des transports, des travaux publics et des affaires agraires (1989-1991) puis des mines et de l'énergie (1991-1994) dans le gouvernement de Klerk. 
De 1994 à 1998, il est député du KwaZulu-Natal et ministre de l'agriculture de la province du KwaZulu-Natal (1994-1996). 
Il meurt à l'âge de 79 ans en mars 2010 des suites d'un cancer. 